# Afschuiving (sterkteleer)

Afschuiving in een blokje. De kracht wordt veroorzaakt door de schuifspanning. De bovenkant van het blokje verschuift horizontaal over de afstand. Na afloop is de hoogte van het blokje. De schuif is gedefinieerd als ; de kracht wordt gegeven door, waarbij het oppervlak van de bovenzijde van het blokje is.

Afschuiving of schuif, aangeduid met {\displaystyle \gamma }, is in de sterkteleer een plastische vervorming van materiaal die optreedt als de maximum schuifspanning in een materiaal overschreden wordt, zodat delen van het materiaal ten opzichte van elkaar verschuiven. Het is een wijze van deformatie waarbij in een materiaal verschillende lagen over elkaar schuiven als gevolg van schuifspanning.

## Voorbeelden
Alledaagse voorwerpen die gebruikmaken van afschuiving, zijn een mes en een schaar.
Merk op dat bij een mes en een schaar de bladen zo scherp mogelijk moeten zijn. Dit zorgt ervoor dat de oppervlakte verkleint wat resulteert in een grotere schuifspanning.
Een ander voorbeeld van afschuiving is te zien als men een hand legt op een stapel speelkaarten en de hand naar een kant beweegt. De stapel zal als geheel vanaf de zijkant gezien vervormen waarbij de bovenste kaarten ver met de hand meebewegen, de kaarten in het midden dit ook nog iets doen en de kaarten onderop op hun plaats blijven.
Bij dit voorbeeld zijn de kaarten niet één geheel (een continuüm), maar apart van elkaar bewegende discrete eenheden die door wrijving met elkaar mee bewegen. Bij continue materialen (zowel gassen, vloeistoffen als vaste materialen) zal schuif op een vergelijkbare manier optreden. In een continuüm is geen sprake van wrijving tussen discrete eenheden, maar treedt een inwendige weerstand op tegen deformatie, de zogenaamde vloeiweerstand.

## Kristallijne afschuiving
Het fenomeen beschrijft voor kristallijne materie in wezen de gevolgen van de afschuiving in kristalroosters die op macroscopische schaal worden waargenomen. Die microscopische versie van afschuiving beschrijft hoe delen van een kristalrooster, bijvoorbeeld dislocaties, onder een schuifspanning door een materiaal heen bewegen. Op macroscopische schaal wordt dan plastische deformatie als gevolg van afschuiving waargenomen.

## Schuif

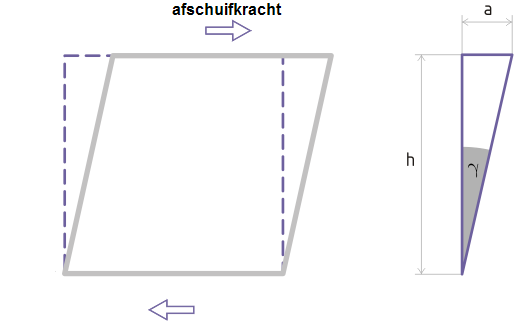
Schematische weergave van afschuiving.

De vervorming van het materiaal ("schuif") wordt geëvalueerd door het meten van de verandering van de grootte van de hoek, de afschuifvervorming {\displaystyle \gamma }. De afschuifvervorming en schuifspanning zijn gerelateerd aan elkaar met de glijdingsmodulus volgens de formulevorm voor materialen die voldoen aan de lineaire wet van Hooke:
{\displaystyle \tau =G\cdot \gamma }
waarbij:
{\displaystyle \tau } de schuifspanning is,
{\displaystyle G} de glijdingsmodulus en
{\displaystyle \gamma } de afschuifvervorming, met:
{\displaystyle \tan {\bigl (}\gamma {\bigr )}={a \over h}},
waarin:
{\displaystyle \gamma } de afschuifvervorming is in radialen,
{\displaystyle h} de hoogte of dikte van het object in m,
{\displaystyle a} de horizontale afstand van de verschuiving in m.
In de realiteit geldt dat de afschuifvervorming {\displaystyle \gamma } erg klein is, waardoor deze bij benadering ook kan worden gezien als:
{\displaystyle \tan(\gamma )\simeq \gamma ={\frac {a}{h}}}.

## Schuifspanning
Voor de gemiddelde schuifspanning geldt:
{\displaystyle \tau ={F \over A}},
waarin:
{\displaystyle \tau } de schuifspanning in Pa, MPa of N/mm2 is,
{\displaystyle F_{s}} de toegepaste kracht in N en
{\displaystyle A} het oppervlak waarover de kracht werkt in mm2.

## Metaalbewerking
Bij metaalbewerking speelt afschuiving een belangrijke rol tijdens verspanende bewerkingen. Metaal kan, vanwege de roosterstructuur van de atomen, heel slecht tegen afschuiving.  Dit zal afschuiven van de kristalvlakken in de kristalroosters tot gevolg hebben.